# Campionati europei di pattinaggio di velocità 1903
I Campionati europei di pattinaggio di velocità 1903 sono stati la 13ª edizione della manifestazione. Si sono svolti dal 31 gennaio al 1º febbraio 1903 a Kristiania, in Norvegia.

## Podi

### Uomini
| Evento              | Oro            | Punti      | Argento    | Punti      | Bronzo          | Punti      |
| Allround (dettagli) | Johan Schwartz | 1 vittoria | Oluf Steen | 1 vittoria | Theodor Bønsnæs | 1 vittoria |